# Pierre Pithou
Pierre Pithou ou Petrus Pithaeus en latin, né à Troyes le 1er novembre 1539 et mort à Nogent-sur-Seine le 1er novembre 1596, est un avocat et érudit français.

## Biographie
Son goût pour la littérature se remarqua de bonne heure et son père Pierre (1496-1556), jurisconsulte de la ville de Troyes, sut parfaitement l'encourager. Il avait pour mère Bonnaventure de Chantaloé fille de Robert seigneur de Baire et Catherine d'Origny. Il eut comme précepteur François Pillot et commençait ses humanités à Troyes avant de les compléter à Paris au collège de Boncourt. Il se rendit ensuite à Bourges pour y suivre les cours de Jacques Cujas.
On l'appela au barreau de Paris en 1560. Quand éclata la deuxième guerre de religion en 1567, Pithou, qui était calviniste, se retira à Troyes mais fut radié du barreau de sa ville. Il fut appelé par le duc de Bouillon pour rédiger les coutumes de Sedan pour six mois. En 1568 il dut se réfugier à Bâle, d'où il revint en France après la publication de l'Édit d'Amboise de 1563. Peu après, il accompagna le duc de Montmorency dans son ambassade en Angleterre, et revint peu de temps avant le massacre de la Saint-Barthélemy, auquel il échappa de justesse. L'année suivante, il abjurait le protestantisme. Henri IV, peu de temps après être monté sur le trône, reconnut les talents et les services de Pithou en lui confiant divers emplois en tant que juriste. Le travail le plus important de sa vie fut sa collaboration à la rédaction de la Satire Ménippée (1593), une œuvre mordante en prose et en vers qui fit beaucoup pour nuire à la cause de la Ligue ; la Harangue du Sieur d'Aubray est généralement attribuée à sa plume. À sa mort, sa précieuse bibliothèque, particulièrement riche en manuscrits, fut pour la plus grande partie transférée dans ce qui est maintenant la Bibliothèque nationale. 
Pithou a écrit un grand nombre d'ouvrages juridiques et historiques, outre ses éditions de plusieurs auteurs anciens. Sa première publication était Adversariorum subsecivorum lib. II. (1565). C'est peut-être son édition des Leges Visigothorum (1579) qui représente sa contribution la plus précieuse à la science historique; dans la même ligne il révisa les Capitula de Charlemagne, Louis le Pieux et Charles le Chauve en 1588 et il aida également son frère François à préparer une édition du Corpus juris canonici (1587). Ses Libertés de l'Église gallicane (1594), furent réimprimées dans ses Opera sacra juridica historica miscellanea collecta (1609), influençant grandement les partisans du gallicanisme au siècle suivant. En littérature classique, il fut le premier à familiariser le monde avec les Fables de Phèdre (1596) ; il révisa aussi le Pervigilium Veneris (1587) ainsi que Juvénal et Perse (1585). En 1596, il a fait venir à Troyes les caractères d'imprimerie nécessaires pour imprimer l'édition princeps des Fables de Phèdre par Jean Ier Oudot.
Il était lié par une amitié complice à Antoine Loysel, Jacques-Auguste de Thou, Claude Dupuy et Nicolas Le Fèvre.

## Famille
Trois de ses frères sont connus comme des juristes distingués : Jean (1524-1602), auteur d'un Traité de la police et du gouvernement des républiques et, en collaboration avec son frère jumeau Nicolas (1524-1598), de l'Institution du mariage chrétien ; et François (1543-1621) est l'auteur de Glossarium ad libros capitularium (1588), et du Traité de l'excommunication et de l'interdit, &c. (1587). François Pithou qui a travaillé avec lui et a été aussi célèbre que lui.
Pierre Pithou a épousé, en 1579, Catherine de Palluau , fille de Jean de Palluau, secrétaire du roi de 1549 à 1593, conseiller à l'Hôtel de Ville de Paris. Il a eu sept enfants, quatre garçons et trois filles. Cinq sont morts en bas âge ; il ne lui reste en 1596 que deux filles : Louise, qui a été mariée à Pierre Leullier, sieur de Montigny, et Marie, femme de Jean Leschassier, conseiller au Châtelet.

## Œuvres

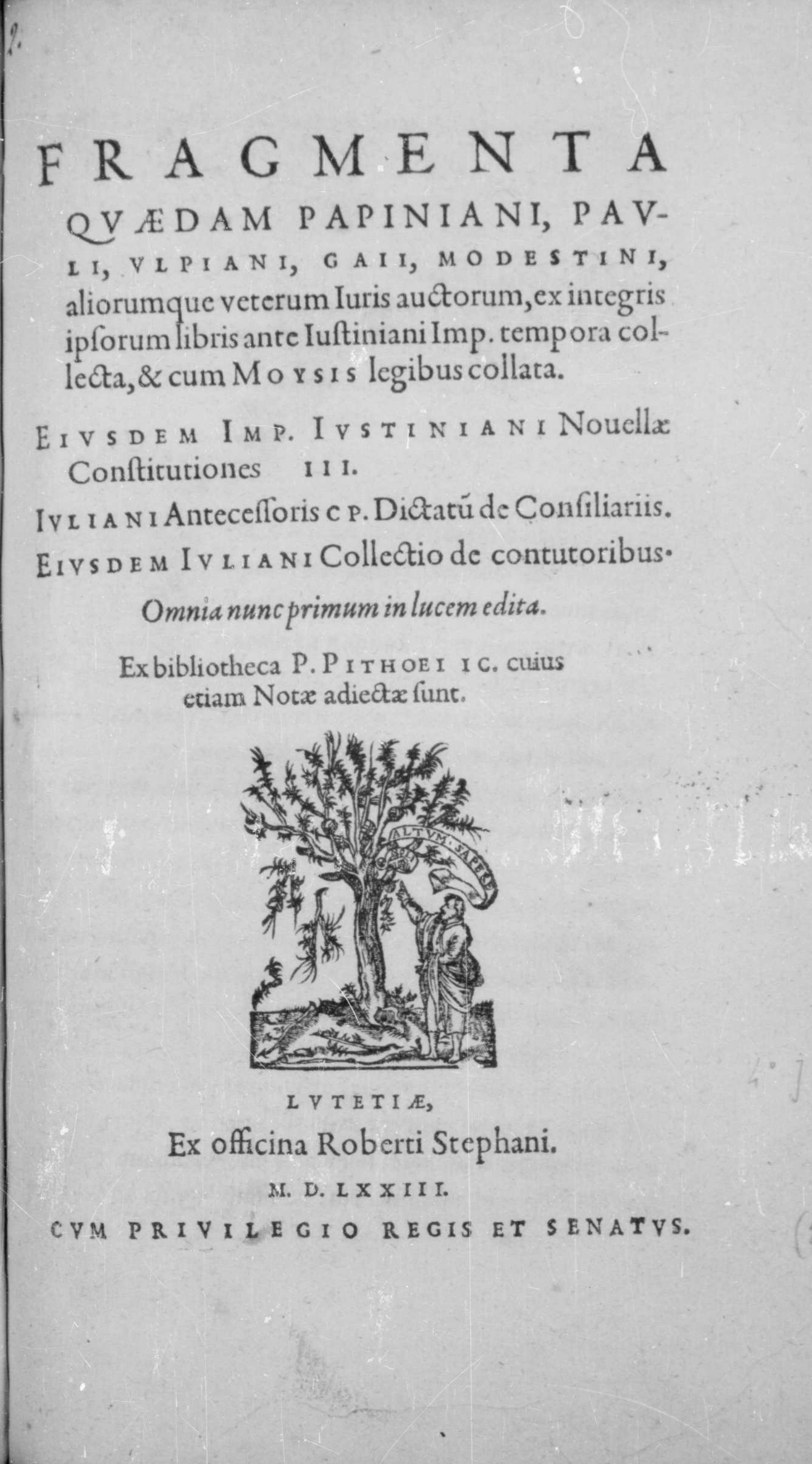
Fragmenta quaedam Papiniani, Pauli, Ulpiani, Gaii, Modestini, aliorumque veterum iuris auctorum, 1573

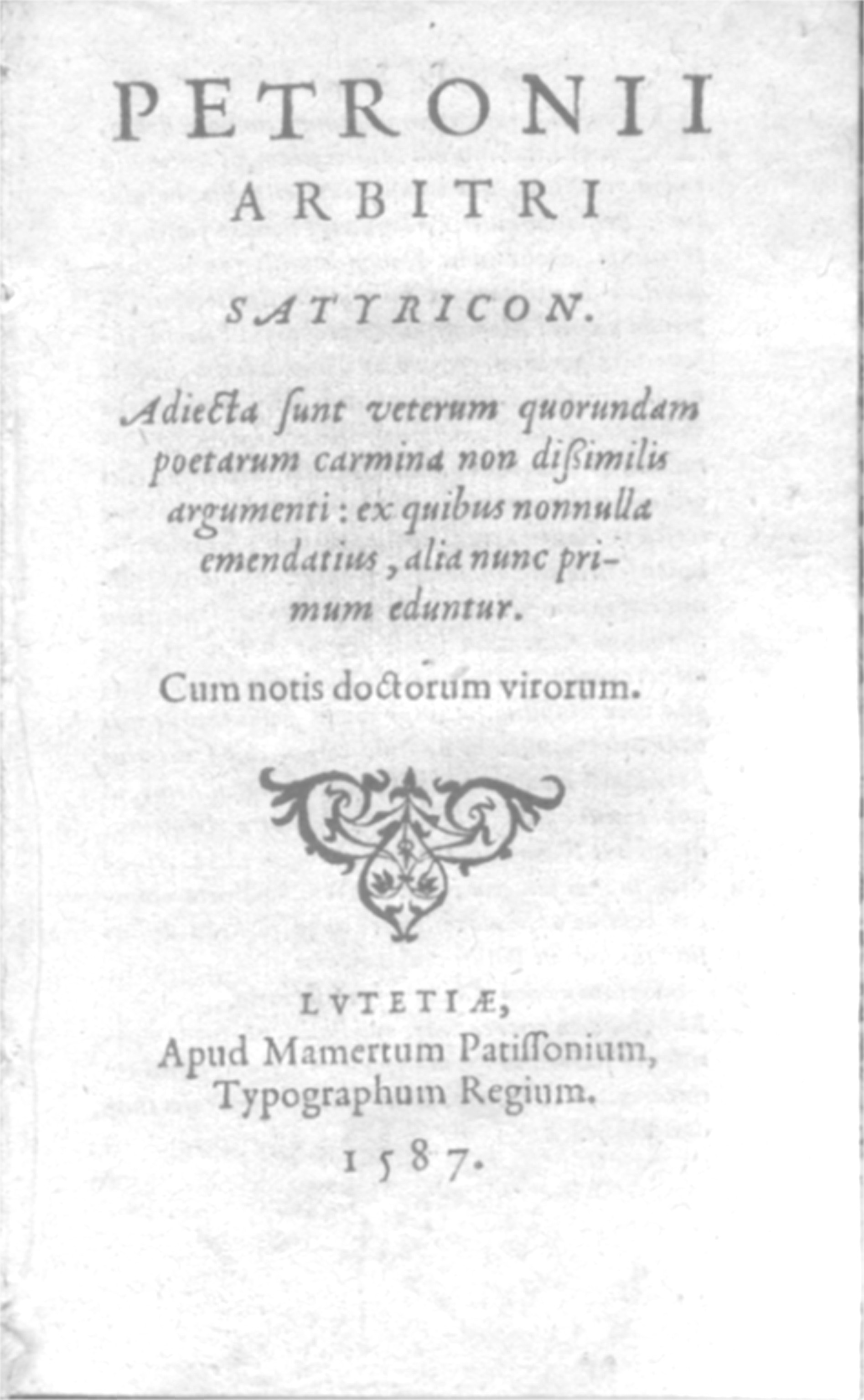
Satyricon, 1587

Il reste plus de cent quarante livres classés par ordre d'édition :
- Charlemagne empereur d'Occident,
- Généalogie des comtes héréditaires de Troyes et de Meaulx, ou de Champaigne et Brie, qui furent aussi Roys de Navarre,
- Bref recueil des évêques de Troyes. (Signé : P. Pithoeus... [1572].).
- (la) Fragmenta quaedam Papiniani, Pauli, Ulpiani, Gaii, Modestini, aliorumque veterum iuris auctorum, Paris, Robert Etienne, 1573 (lire en ligne)
- Satire Ménippée, 1593.
  - Satyre Ménippée : de la vertu du Catholicon d'Espagne et de la tenue des estats de Paris, Éd. Charles Labitte, Œuvres & Valsery, Ressouvenances, 1841 ; 1997  (ISBN 978-2-90442-973-6).
  - Satyre Menippee de la Vertu du Catholicon d'Espagne et de la tenue des Estats de Paris, éd. critique de Martial Martin, Paris, H. Champion, 2007, « Textes de la Renaissance », no 117, 944 p.,  (ISBN 978-2-74531-484-0).

## Hommages
Un collège et une rue à Troyes portent son nom.